# Rights Mkhari
Pas d'image ? Cliquez ici

b Matchs officiels uniquement.
Rights Mkhari est une joueuse internationale de rugby à XV sud-africaine née le 9 septembre 1994, évoluant au poste de deuxième ligne.

## Biographie
Rights Mkhari naît le 9 septembre 1994. En 2022 elle joue pour le club de Blue Bulls de Pretoria. Elle a huit sélections en équipe nationale quand elle est retenue en septembre 2022 pour disputer sous les couleurs de son pays la Coupe du monde de rugby à XV en Nouvelle-Zélande.